# Johannes Smetius
Johannes Smith Van Der Ketten, dit Johannes Smetius, né à Aix-la-Chapelle le 10 octobre 1590 et mort à Nimègue le 30 mai 1651, est un ministre, collectionneur et archéologue néerlandais, particulièrement connu pour sa collection d’antiquités romaines et ses études du passé romain de la ville de Nimègue.

## Biographie
Fils ainé du marchand de textile, Johann Smith de Kettenis et de Mary Raets de Karken, Smetius suivit ses parents à Nimègue, après la prise, en 1614, de sa ville natale par le commandant espagnol Ambrogio Spinola. Après avoir fait ses humanités avec succès, il suivit les leçons du célèbre Johan Pontanus, qui enseignait la physique et les mathématiques à l’université de Harderwijk depuis environ 1601, et se rendit en France, où il perfectionna ses connaissances avec les meilleurs professeurs.
Après être entré dans la carrière du ministère évangélique, tandis qu’il était en France, la ville de Nimègue lui offrit le droit de bourgeoisie. Ii s’y rendit avec son père et sa mère, qui y terminèrent leurs jours. Après peu de temps, il y fut pourvu d’un poste de pasteur, et de la chaire de philosophie. Ces emplois suffisaient pour le fixer à Nimègue, mais le mariage avantageux qu’il fit, bientôt après, avec la fille du nommé Régner Bouwens, qui lui donna un fils, acheva de le fixer dans cette ville.
Malgré les devoirs de ses fonctions pastorales, Smetius trouva le loisir de cultiver son gout pour les lettres et aussi pour la poésie latine. C’est néanmoins surtout à l’étude des antiquités qu’il s’attacha. Très vite fasciné, dès après son arrivée à Nimègue, par le passé de sa ville d’adoption, il avait, dès 1618, commencé à collecter des antiquités romaines et commencé à former un cabinet qu’il augmenta toujours depuis et qu’il rendit assez considérable, passant, pendant plus de trente ans, beaucoup de temps et d’argent à collecter et à étudier les vestiges archéologiques d’époque romaine exhumés dans la ville et ses alentours. L’excavation des fondations de tuf, au cours des années 1620, avait, de surcroit, livré un très grand nombre d’objets anciens datant de l’époque romaine. Leur abondance permit à Smetius de parvenir à former un cabinet d’antiques, la collection Smetius (en), considéré comme l’un des ornements de sa ville. De plus, connaissant l’intérêt de Smetius pour les antiquités, les Nimégois lui offraient les découvertes qu’ils effectuaient lors de fouilles, d’excavations ou de travaux routiers. Son médailler contenait environ 10 000 pièces romaines, dont près de mille étaient encore inédites, et environ 4 500 autres antiquités romaines. Smetius ouvrait à tout le monde ce cabinet, qui était dans sa maison près de l’église des Dominicains, ce qui lui attirait une infinité de visites, même de gens de la plus haute distinction. Parlant huit ou dix langues avec une égale facilité, il se faisait un plaisir de montrer ses richesses aux curieux qui s’empressaient de le visiter et leur donnait toutes les explications qu’ils pouvaient désirer.
Smetius n’était pas le seul, à cette époque, à collecter des antiquités. Bien avant lui, de riches citoyens de la République hollandaise avaient créé, par érudition ou intérêt, des collections privées d’antiquités romaines. Pour beaucoup de gens, la constitution de ce genre de cabinet de curiosités était une question de statut, alors que l’intérêt qui présidait aux choix de Smetius était purement scientifique, répondant moins à la préciosité, la rareté ou la beauté des objets, qu’à leur valeur historique pour la ville de Nimègue. C’est en partie pour cette raison que Smetius est souvent considéré comme un pionnier de l’archéologie scientifique de Nimègue, d’autant plus qu’au cours de sa vie, il a donné un certain nombre de publications sur le passé romain de la ville, dont Nijmegen, stad der Bataven. Cet ouvrage de Smetius, dont les études archéologiques enchantaient la municipalité nimégoise, a représenté une importante contribution au statut de cette ville au sein des Provinces-Unies.

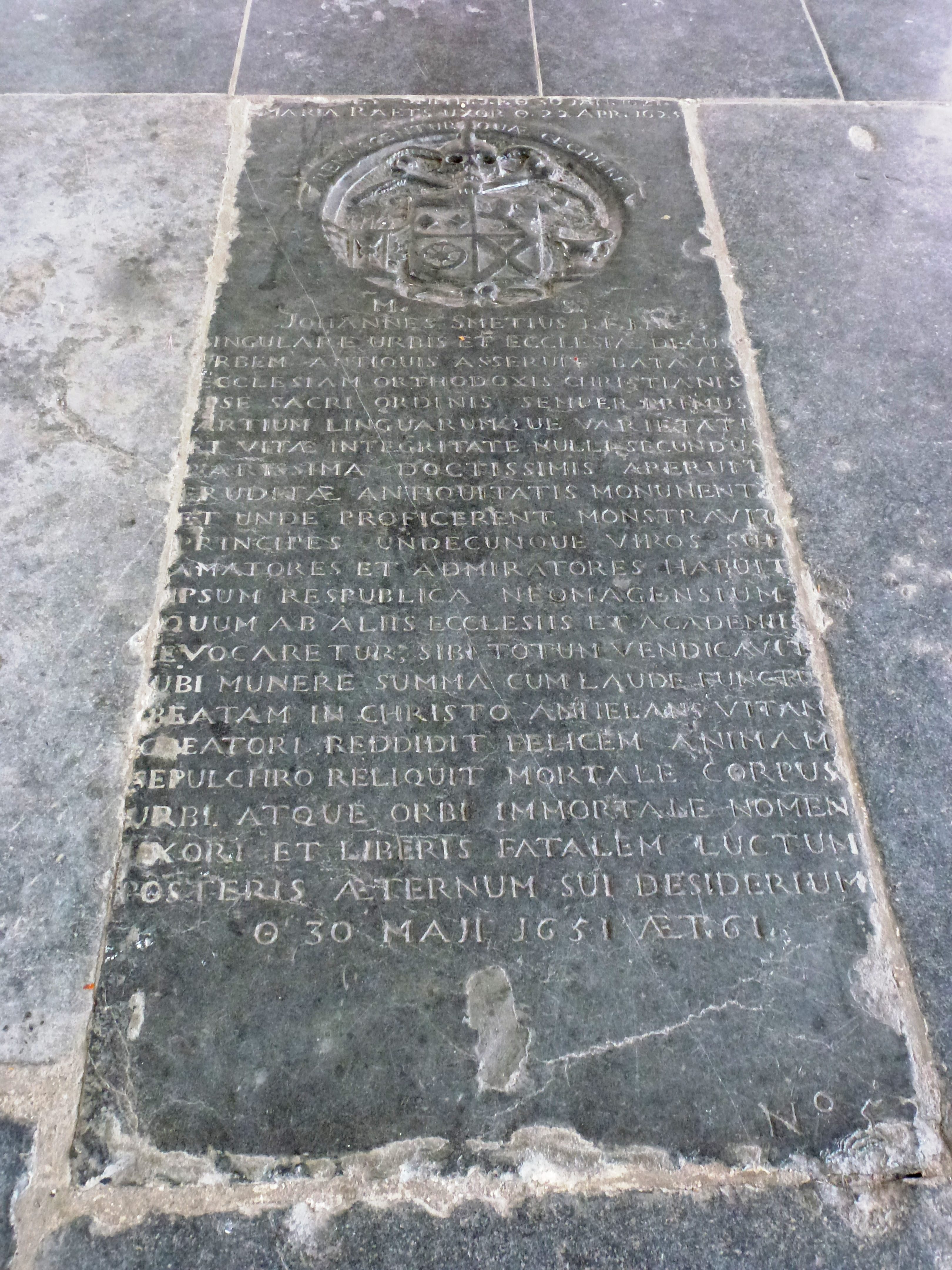
Tombe de Johannes Smetius et de ses parents dans l’église Saint Stevens.

Le 30 mai 1651, Smetius était en train de prêcher lorsqu’il se sentit mal. Mort un peu plus tard dans la journée, il fut enterré, avec ses parents, dans l’église Grote of Sint-Stevenskerk où il officiait depuis 1618. Son oraison funèbre fut prononcé par Lambert Goris, pensionnaire de Nimègue. Après sa mort, son cabinet, dont un certain nombre de pièces furent données, par la suite, à la ville de Nimègue, fut acquis, pour 20 000 florins, par l’Électeur palatin Jean-Guillaume de Neubourg-Wittelsbach, qui le fit transporter à Dusseldorf. La dispersion, avec le temps, de la majeure partie de sa collection, a désormais rendu impossible de déterminer quelle pièce a appartenu au cabinet Smetius.
Avec Lambert Goris, il a également été l’initiateur de l’école illustre, qui a donné naissance à l’ancienne université de Nimègue (en), ainsi qu’à la bibliothèque de la ville. Il avait aussi entrepris de former un Recueil de sentences et de proverbes hollandais, dans le but de prouver que cette nation ne le cède en sagesse à aucun peuple de l’antiquité, Spartiates, Romains, etc., mais ce projet est resté sans exécution. Il avait un fils, Jean Smetius, né vers 1630 à Nimègue, qui se destina de bonne heure à l’état ecclésiastique et, après avoir exercé le pastorat à Alkmaar, reçut une vocation pour Amsterdam, où il mourut, le 23 mai 1710. La Smetiusstraat, au centre-ville de Nimègue, a été nommée d’après lui.

## Publications
Outre quelques pièces de vers, et des lettres dans différents recueils, on a de lui :
- Oppidum Batavorum seu Noviomagum liber singularis, Amsterdam, 1644, in-4°, traduit en hollandais.Dans cet ouvrage, qui contient des recherches sur l’origine des Bataves, Smetius attaque, page 11 et suiv., l’opinion de Cluwer et d’autres géographes, selon laquelle la ville de Batavodurum citée par Tacite (Hist. v, 19) désignait Batenborch, forteresse située près de la rive droite de la Meuse, une lieue au-dessous de Ravejleyn. Smetius s’efforce de prouver que cette ville est Nimègue.
- Thesaurus antiquarius seu Smetianus, sive notitia elegantissimæ supellectilis Romanæ et rarissimæ Pinacothecæ, etc., Amsterdam, 1658, in-12.Cet ouvrage, qui contient la description de son cabinet, a été réimprimé avec des additions par son fils, sous le titre de Antiquitates Noviomagenses, sive notitia rarissimarum rerum antiquarum quas in veteri Batavorum oppido comparaverunt J. Smetius pater et filius, Nimègue, 1678, in-4°. avec 5 pl.